# Città delle illusioni
Città delle illusioni (City of Illusions) è un romanzo di fantascienza di Ursula K. Le Guin del 1967.
È il terzo romanzo, in ordine di pubblicazione e non di cronologia interna, del Ciclo dell'Ecumene.

## Trama
Il romanzo narra la vicenda di un essere umanoide che viene ritrovato terrorizzato, imbarbarito e incapace di parlare, nella foresta orientale del continente di un pianeta abitato da uomini. Questi ha pelle ambrata e occhi gialli, privi di iride, che lo rendono diverso da tutti gli altri. Egli viene accolto nella casa della famiglia di Zove, che lo accetta con umanità e senza alcuna discriminazione, fino a insegnargli la loro lingua e rieducandolo alla socialità.
Falk, questo il nome che viene presto dato allo straniero, trascorre cinque anni nella dimora di Zove. Durante questo tempo egli si innamora di Parth, la figlia del signore della casa, e apprende le tecniche di caccia e di sopravvivenza nella foresta. Il mondo in cui gli uomini vivono sembra dominato da inquietanti esseri alieni, gli Shing, che vivono come Signori del pianeta, senza troppo preoccuparsi delle misere condizioni degli uomini sparsi su di esso, e che di tanto in tanto sorvolano la foresta a bordo di velivoli aerei.
Zove intuisce che Falk proviene da un mondo diverso e che è probabilmente destinato a risollevare le sorti dell'umanità, a meno che non sia egli stesso uno Shing. Pertanto, lo induce a intraprendere un viaggio di ricerca. Con sua grande sorpresa, Falk si rende conto che sa di doversi recare verso ovest, nella città di Es Toch. Falk, dolorosamente separandosi da Parth, intraprende così un lungo viaggio che lo porta a incontrare diverse comunità, alcune molto ostili e spaventate dal suo arrivo, come gli abitanti della Casa del buio, in cui viene imprigionato per una notte, altre invece benevole nei suoi riguardi, come gli apicultori e un vecchio eremita, il ricettivo, che gli fa dono di una slitta a cuscino d'aria con cui Falk accelera il suo viaggio verso ovest. Successivamente Falk viene catturato da una tribù primitiva e violenta, i Basnasska, da cui riesce a fuggire grazie all'amicizia con una giovane donna di nome Estrel, una vagabonda catturata pochi giorni prima. I due continuano il viaggio verso ovest insieme, e in tutte le successive tappe i vari ospiti che si alternano nelle comunità che li accolgono tentano inutilmente di dissuadere Falk dal proseguire con la donna. L'ultimo di questi è il Principe del Kansas, il sedicente capo di un piccolo regno formato da una corte di circa duecento persone. Estrel tende continuamente a tranquillizzare Falk sulla natura degli Shing e sulla loro benevolenza nei confronti di tutti gli abitanti del mondo.
Finalmente i due arrivano a Es Toch, situata nelle montagne della California. Qui Falk viene sottoposto a tentativi di sondaggio della sua mente, che lo sconvolgono. La città gli appare inoltre grandiosa ma pervasa da un senso di dissimulazione continua, da un'aria di illusione e falsità. La stessa Estrel si rivela un agente degli Shing, che era stata inviata a recuperarlo.
Finalmente Falk incontra qualcuno che sembra conoscerlo; è un ragazzo, di nome Har Orr, che si rivolge a lui con il nome di Agad Ramarren e sembra stupito che Falk non lo riconosca. Orr prima, e gli Shing poi, raccontano a Falk la loro verità: egli è originario del pianeta Werel (in cui si svolgono le vicende narrate ne Il pianeta dell'esilio), ed è il diretto discendente di Agat, il primo uomo dell'insediamento coloniale terrestre che riuscì a generare un figlio con una donna umanoide indigena, e dunque è il rappresentante di una stirpe dominante che, enormemente progredita su Werel, aveva inviato una spedizione verso la mitica Terra, composta da alcuni uomini e un bimbo di nome Orr, a bordo dell'astronave Alterra. Il viaggio era durato centotrent'anni-luce circa. Secondo il racconto degli Shing, l'Alterra era stata attaccata da un drappello ribelle e di Falk, cui gli insorti avevano cancellato la memoria, si erano perse le tracce fino a quel momento. Gli Shing affermano inoltre di non essere affatto alieni, ma di essere uomini terrestri (Terraniani) che dominano il pianeta in favore di tutte le sue popolazioni. Come lui, gli Shing hanno capacità mentali di tipo telepatico ed empatico. Falk è scettico e non si fida degli Shing, che gli propongono di acconsentire al ripristino della memoria di Agad Ramarren, al costo però di perdere la nuova identità di Falk. Questi intuisce che tutto ciò cui gli Shing aspirano è la posizione stellare di Werel, custodita nella sua memoria di navigatore spaziale della nave Alterra, probabilmente per impadronirsi anche di quel pianeta (come hanno fatto con la terra, sconfiggendo le forze della Lega di tutti i mondi), o forse per distruggerlo.
Falk intuisce che non ha altra scelta che sottoporsi alla ricreazione della sua presunta precedente identità e accetta la proposta degli Shing. Prima dell'intervento neuromnemonico, eseguito da Ken Kenyek, Falk esprime l'ardente speranza di riuscire a conservare anche la sua identità più recente. Al risveglio, l'uomo riceve la visita di Estrel, che tenta inutilmente di scuotere i suoi ricordi recenti e si rivela sinceramente interessata alla sua sorte; poco tempo dopo, e inaspettatamente, Ramarren si rende conto di poter riavere in sé anche tutti i ricordi di Falk; dapprima egli ne è terrorizzato, e vive una crisi di identità; poi, via via, riesce a trovare un punto di equilibrio e decide di sfruttare la situazione a suo vantaggio, avendo cura di mantenere la sua mente sempre schermata e inaccessibile agli Shing.
Durante un viaggio di sorvolo dell'oceano occidentale in compagnia di Kenyek, Falk-Ramarren lascia che questi entri nella mente di Ramarren e riesca telepaticamente a individuare l'esatta distanza di centoquarantacinque anni-luce di Werel; Kenyek sembra aver trionfato, ma a questo punto la mente di Falk, nascosta fino a quel momento, interviene e lancia un potente attacco contro Kenyek che viene soggiogato. Falk-Ramarren lo obbliga a condurli al campo delle astronavi Shing, avendo così la conferma che questi fossero alieni e che i suoi sospetti erano fondati, e si impadronisce di un'astronave con cui lui, il giovane Orr e Kenyek, soggiogato e tramortito, si mettono in viaggio verso Werel.

## Edizioni
- Ursula K. Le Guin, City of Illusions, collana Hainish Cycle, Ace Books, 1967,  p. 160.
- Ursula K. Le Guin, Città delle illusioni, traduzione di Margherita Molinari, collana Pocket Fantascienza, Longanesi & C., 1975,  p. 207.
- Ursula K. Le Guin, Città delle illusioni, traduzione di Margherita Molinari, collana Classici Urania, Arnoldo Mondadori Editore, 1986,  p. 159.
- Ursula K. Le Guin, Città delle illusioni, traduzione di C. Costanzo, collana Extra, Gargoyle, 2012,  p. 202.